# Sesa (kommunhuvudort)
Sesa är en kommunhuvudort i Spanien.   Den ligger i provinsen Provincia de Huesca och regionen Aragonien, i den nordöstra delen av landet, 300 km nordost om huvudstaden Madrid. Sesa ligger 430 meter över havet och antalet invånare är 238.
Terrängen runt Sesa är platt åt nordost, men åt sydväst är den kuperad. Terrängen runt Sesa sluttar söderut. Runt Sesa är det mycket glesbefolkat, med 2 invånare per kvadratkilometer. Närmaste större samhälle är Grañén, 11,9 km sydväst om Sesa. Trakten runt Sesa består till största delen av jordbruksmark.